# Cylisticus mitis
Cylisticus mitis är en kräftdjursart som beskrevs av Gustav Budde-Lund 1885. Cylisticus mitis ingår i släktet Cylisticus och familjen Cylisticidae. Inga underarter finns listade i Catalogue of Life.